# Aleksander Fredro
Aleksander Fredro (20. června 1793 Surochów, Jarosław – 15. července 1876 Lvov) byl polský dramatik a spisovatel období romantismu.

## Život
Pocházel ze šlechtické rodiny a byl vychováván domácími učiteli. V letech 1809–1814 bojoval jako důstojník na francouzské straně v napoleonských válkách a navštívil Paříž a Itálii. Po pádu Napoleona se vrátil do vlasti a trvale žil v Haliči: Byl poslancem haličského sněmu a aktivně vystupoval proti habsburské nadvládě. Rovněž se stal členem zednářské lóže v Lublinu. V roce 1828 se oženil se šlechtičnou Zofií Jabłonowskou a narodil se jim syn Jan Aleksander (byl rovněž dramatikem) a dcera Zofia Szeptycka.

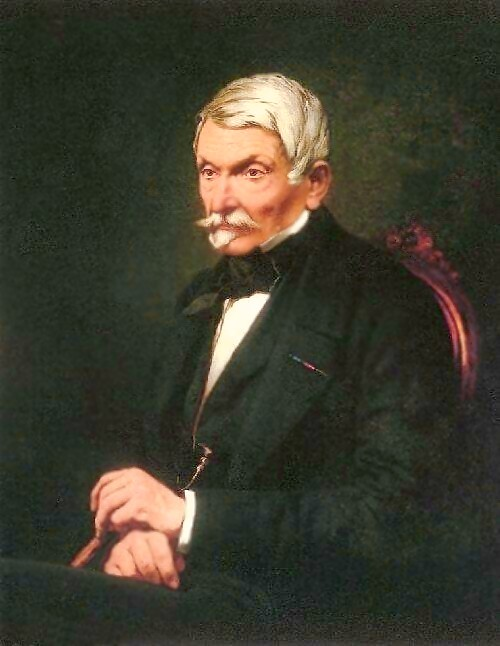
Aleksander Fredro - portrét od Aleksander Raczyński

Debutoval roku 1817 nepříliš úspěšnou Farsou Intryga na predce (Intrika narychlo), ale jeho další hra z roku 1821, komedie Pan Geldhab, již znamenala úspěch. Jeho tvorba se dělí na dvě období. První se datuje roky 1817–1835, kdy také vznikla jeho nejlepší díla. Když jej roku 1835 svými názory radikální Seweryn Goszczyński obvinil ve své studii Nowa epoka poezii polskiéj (Nová epocha polské poezie) z toho, že nemá zájem o životní otázky národa a že jeho díla se vyznačují pseudoklasicistním stylem, podléhajícím cizím vlivům, na delší čas se odmlčel. Psát začal znovu až roku 1854, ale hry vzniklé v tomto druhém období jeho tvorby psal tzv. „do šuplíku“, nevycházely tiskem, většina z nich byla inscenována po jeho smrti v letech 1877–1878 a publikována až roku 1880.
Od roku 1929 byl členem Společnosti přátel věd a od roku 1873 členem krakovské Akademie umění a věd. Poslední roky svého života strávil ve Lvově, jehož byl čestným občanem a zde také zemřel. Je pochován v kryptě svého rodu v římskokatolickém kostele Nanebevzetí Panny Marie v dnes ukrajinském městě Rudki.
Fredro se ve svých dílech (psaných veršem i prózou) jakoby přimykal k pozdnímu klasicismu a věrně zachovával klasický typ komedie podle Molièra. Jeho postavy zastupovaly klasické polské charaktery a zobrazovaly ustrnulý a degenerující život středních vrstev polské šlechty i novodobých zbohatlíků. Často však ve svých hrách uváděl na scénu i romantické ideály mladé generace. Vycházel z reálného života, ve kterém odpozoroval galerii směšných a omezených lidských typů, které jsou nevyčerpatelným zdrojem humoru. Z realistického zobrazení jejich života, ve kterém převládá satira a mnohdy i karikatura, plyne neuvědomělá, ale velmi ostrá společenská kritika.
Psal také příležitostné a satirické básně, balady, epigramy, aforismy a pohádky a je autorem vzpomínkové prózy.

## Výběrová bibliografie

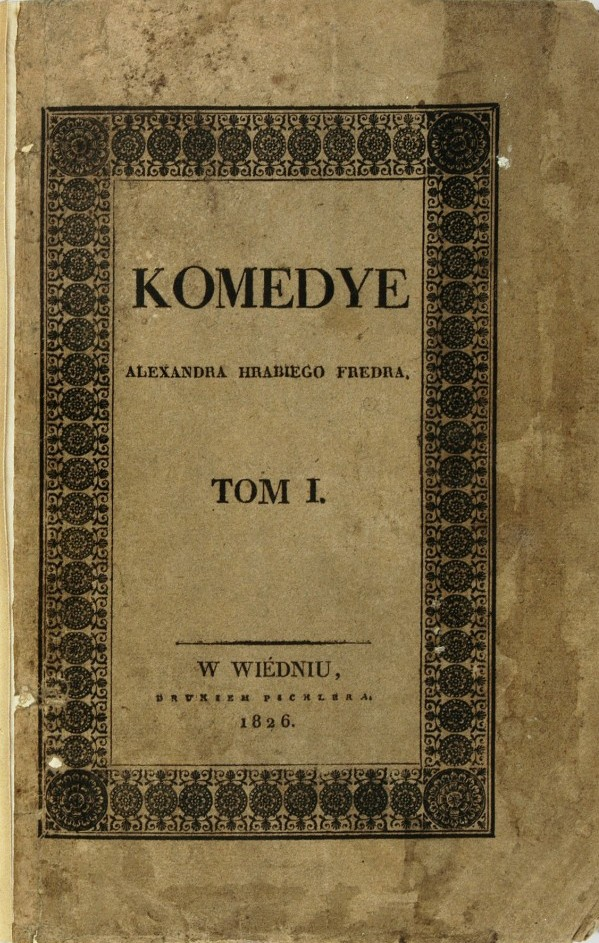
První svatek vydání autorových komedií z roku 1826

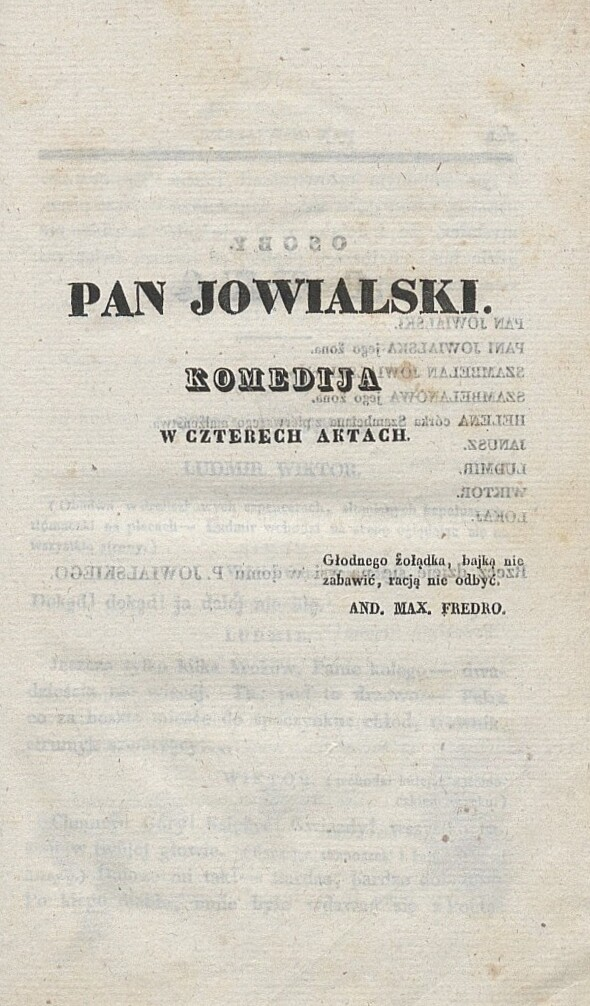
Pan Jowialski, vydání z roku 1834

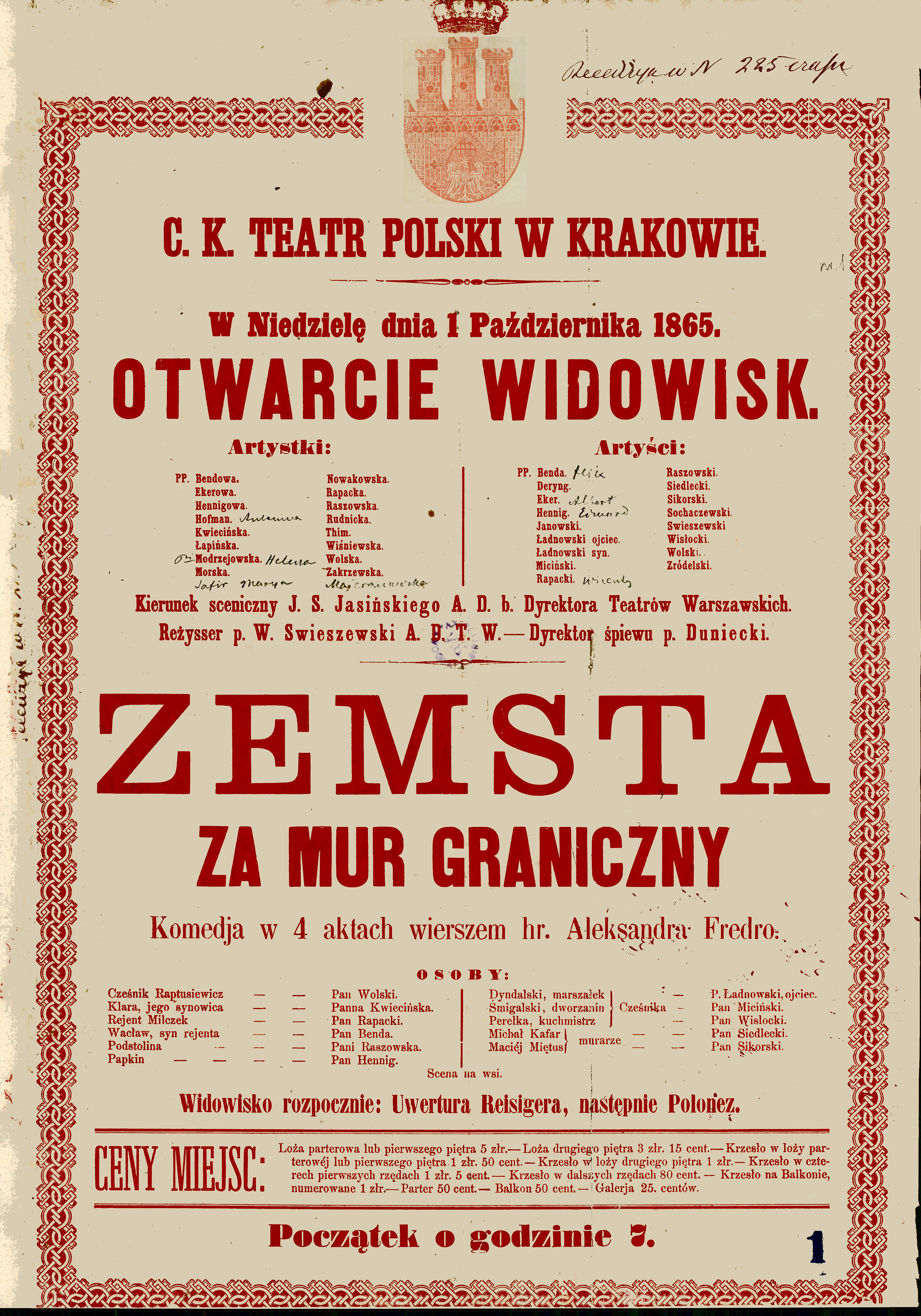
Plakát k provedení Fredrovy hry Pomsta v Krakově roku 1865

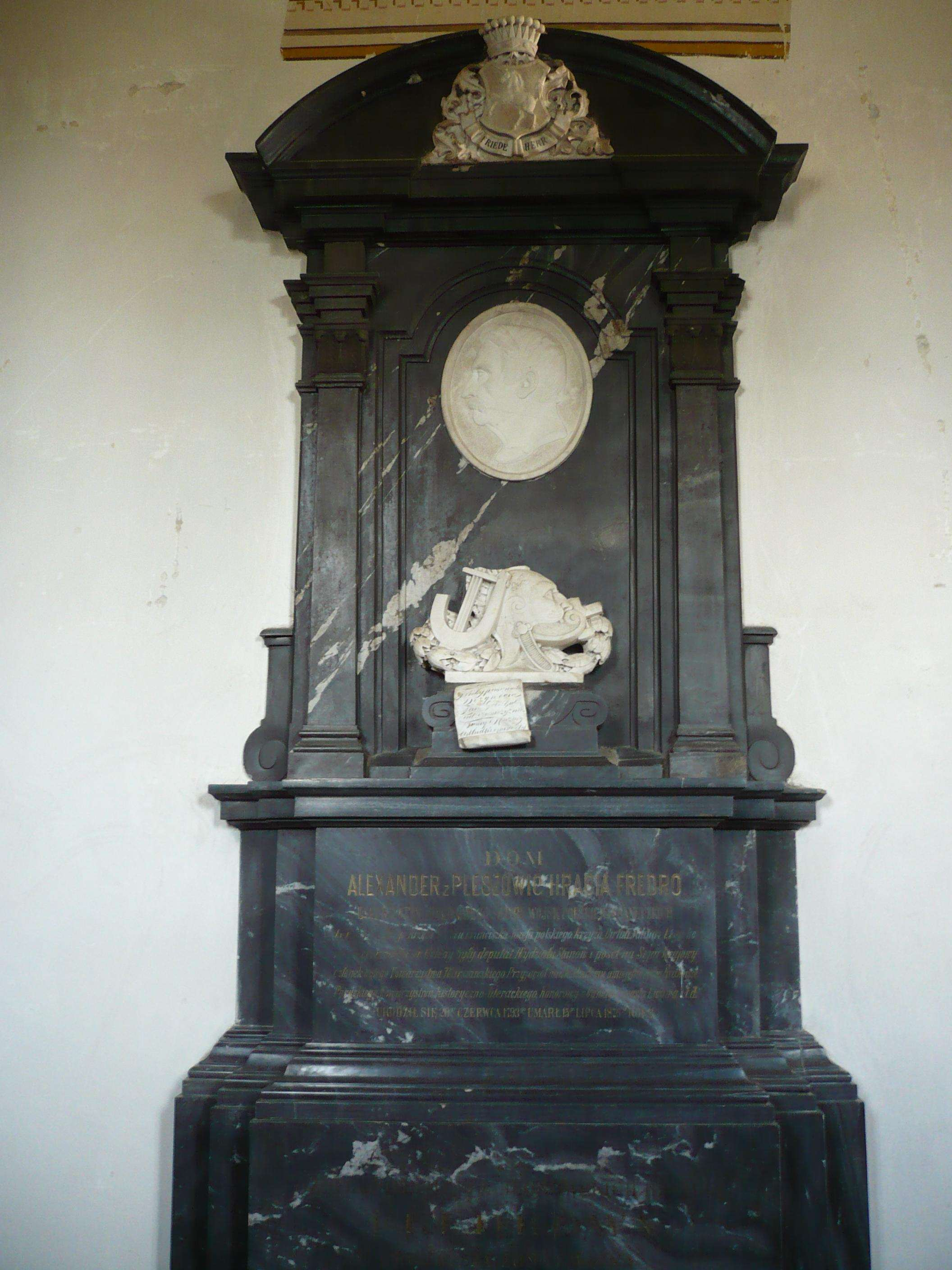
Fredrův náhrobek v kostele v Rudkách

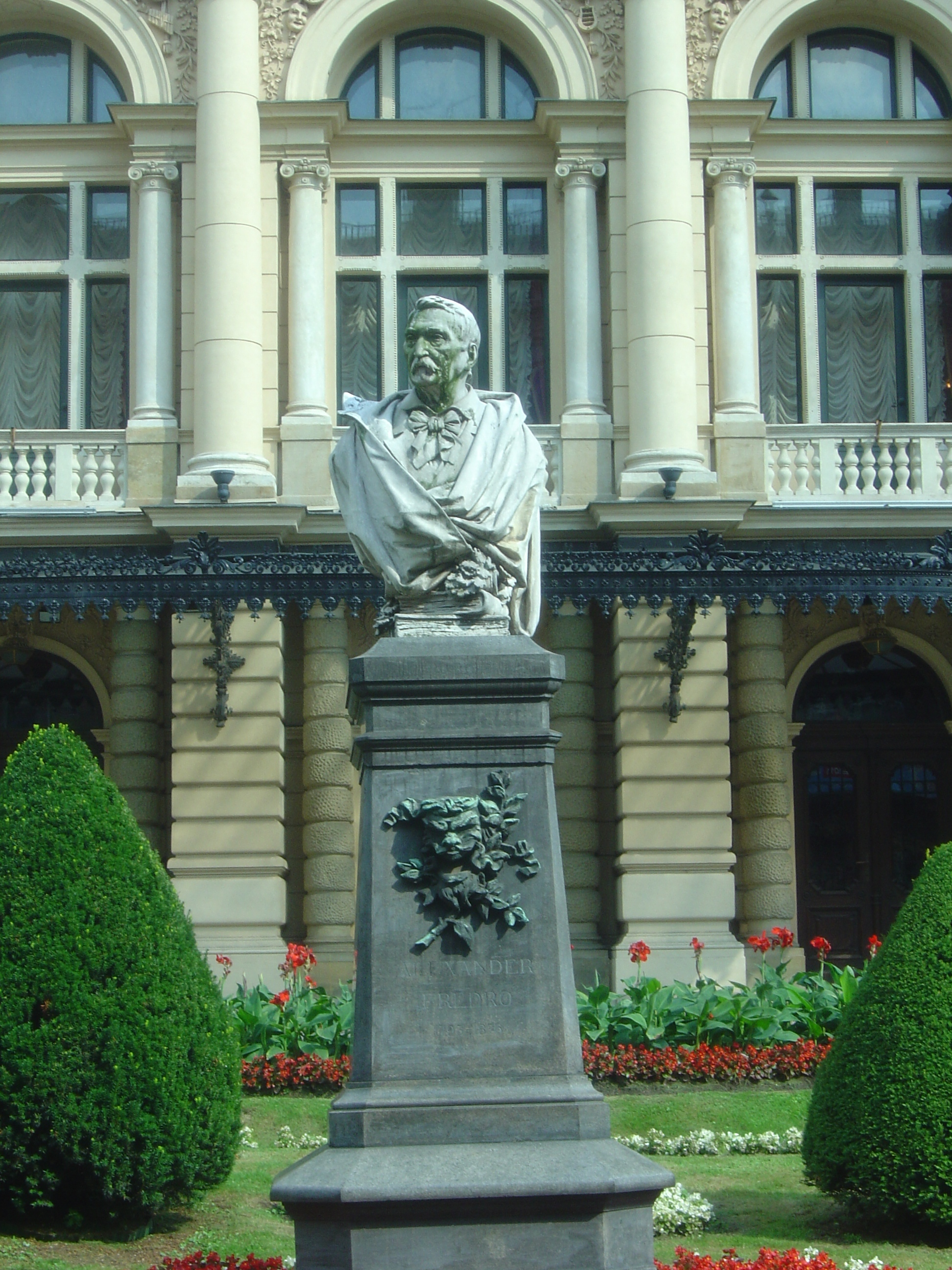
Fredrova socha v Krakově

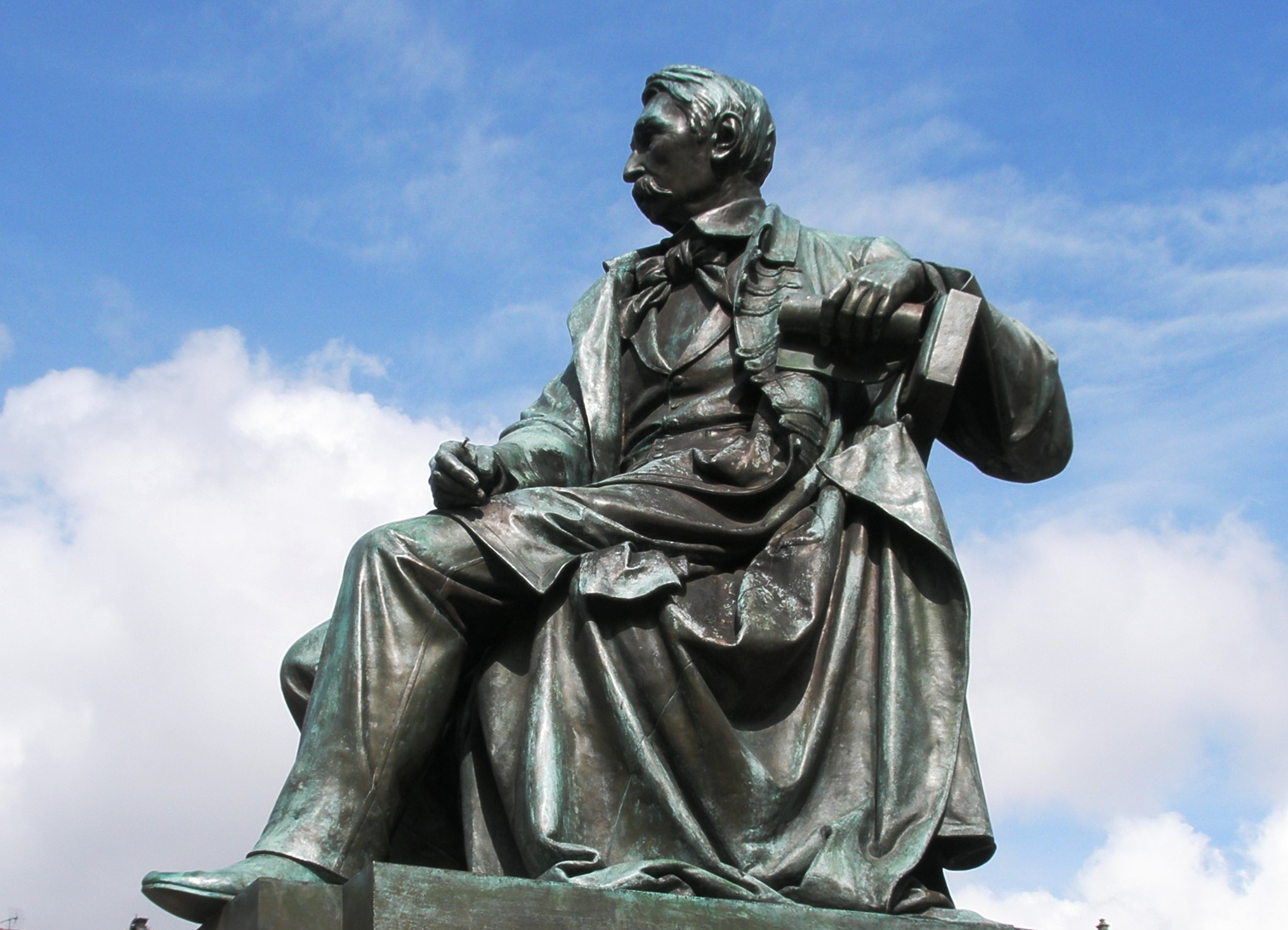
Fredrova socha ve Vratislavi

- Intryga na predce (1817, Intrika narychlo), farsa.
  - Pan Geldhab (1821), komedie namířená proti bohatnoucím měšťákům a bankrotujícím aristokratům. Hlavní postavou je nadutý a omezený a v nevkusném přepychu žijící zbohatlík, který se snaží svými penězi prorazit si cestu do aristokratické společnosti.
- Mąż i żona (1822, Muž a žena), satirická komedie zobrazující rozklad šlechtického manželství, ve kterém manželka podvádí muže s jeho přítelem a oba, manžel i milenec, podvádí ženu s komornou.
- Nowy Don Kiszot (1824, Nový don Kichot), libreto na které napsal roku 1841 komickou operu Stanisław Moniuszko.
- Cudzoziemszczyzna (1824, Cizáctví), komedie útočí na slepé napodobování cizích vzorů.
- Damy i huzary (1825, Dámy a husaři), komedie líčí, jak mezi stárnoucí důstojníky, žijící staromládeneckým životem na venkovském statku, náhle vpadne několik žen a rozruší jejich klid.
- Odludki i poeta (1826, Misantropové a básník), hlavními hrdiny komedie jsou dva škarohlídové, z nichž jeden najde smysl života v materiální podpoře mladého romantického básníka.
- Komedye I. (1826), první svazek souborného vydání Fredrových komedií.
- Komedye II. (1826), první svazek souborného vydání Fredrových komedií.
- Komedye III. (1830), třetí svazek souborného vydání Fredrových komedií.
- Pan Jowialski (1832), komedie líčící šlechtickou rodinu, jejíž každý člen vyniká jinou variantou okouzlující připitomělosti, do které přijdou dva mladí romantičtí umělci.
- Śluby panieńskie, czyli Magnetyzm serca (1833, Panenské sliby aneb Magnetismus srdce), název komedie, líčící lehkým způsobem dvojí milostný vztah, paroduje dobovou módu Mesmerova magnetismu
- Zemsta (1834, Pomsta), vrcholné autorovo dílo,[3] líčící dva venkovské šlechtice, tvrdohlavé furianty, kteří se soudí o zeď, která rozděluje zámek, o jehož vlastnictví se dělí, na dvě části. Na tomto pozadí se odehrává milostný vztah dvou mladých lidí, které toto nepřátelství rozděluje. Navzdory hádajícím se rodičům uzavřou sňatek, který přispěje i k usmíření sousedského sporu.
- Komedye IV. (1834), čtvrtý svazek souborného vydání Fredrových komedií.
- Dożywocie (1835, Doživotní renta), komedie, v níž mladý hejsek předá svou doživotní rentu lichváři. Tomu ovšem záleží na tom, aby mladík žil co nejdéle, a ten jej zase vydírá vyhrožováním sebevraždou, nebo účastí na nebezpečných podnicích.
- Komedye V. (1838), pátý svazek souborného vydání Fredrových komedií.
- Trzy po trzy (něco jako Páté přes deváté), autorovy deníky, napsané v duchu Laurence Sterna, vzniklé před rokem 1848 a vydané posmrtně roku 1877.
- Zapiski starucha (Starcovy zápisky), soubor aforismů, vzniklý před rokem 1848 a vydaný posmrtně roku 1880.
- Následující komedie vznikly v druhém období autorovy tvorby, po jeho odmlčení se po kritice Goszczyńského. Autor je nenechal vydávat tiskem, většina z nich byla inscenována po jeho smrti až v letech 1877–1878 a publikována až roku 1880:
  - Wielki człowiek do małych interesów (1854, Velký člověk pro malé záležitosti), satira zpodobňující venkovského šlechtice, snažícího se hrát významnou roli v rozvíjejícím se provincionálním hospodářském a politickém životě
  - Wychowanka (1854-1855, Schovanka), hořká komedie o dívce, která se má vdát za vysoce postaveného příbuzného, a stane se obětí ohavných intrik, vyvolaných žárlivostí ostatních členů domácnosti, Ty pak odhalují hrdinčinu bezmocnost, utrpení a osamělost..
  - Dwie blizny (1854-1855, Dvě jizvy), jednoaktovka.
  - Pan Benet (1859), jednoaktovka.
  - Rewolwer (1861, Revolver), groteskní satira, odehrávající se v budoucnosti. Je to absurdní politická fraška, odkazující se na tradici komedie dell'arte. Odhaluje nejen egoismy jednotlivců, ale také svět, který je podroben úplné kontrole a politice strachu.
  - Ożenić się nie mogę (Nemohu se oženit), komedie s motivem utajování předchozího manželství.
  - Świeczka zgasła (Svíčka zhasla), jednoaktovka o muži a ženě, kteří musí spolu strávit určitou dobu v temné, neosvětlené místnosti.
  - Nikt mnie nie zna (Nikdo mě nezná), jednoaktovka založená na motivu kontroly věrnosti manželky maskovaným manželem.
  - Lita & Compagnie (Lita & comp.), jednoaktovka.
  - Gwałtu, co się dzieje! (Všechno naruby).
  - Zrzędność i przekora (Mrzutost a vzdor), jednoaktovka o dvou bratrech (jeden je starý mrzout a druhý má vždycky pravdu), kteří svým chováním brání své schovance vdát se za milovaného muže.
- Dzieła (1880, Díla), posmrtné vydání souborného díla autora ve třinácti svazích.

## Filmové adaptace
- Pawel i Gawel (1938, Pavel a Havel), polský film podle autorovy pohádky, režie Mieczyslaw Krawicz.
- Swieczka zgasla (1956), polský televizní film, režie Marian Wyrzykowski.
- Zemsta (1957), polský film, režie Antoni Bohdziewicz a Bohdan Korzeniewski.
- Nowy Don Kiszot (1958), polský televizní film, režie Maryna Broniewska.
- Damen und Husaren (1965), západoněmecký televizní film, režie Korbinian Köberle.
- Damy i gusary (1976), ruský sovětský televizní film, režie Anatolij Dmitrijevič Nitočkin.
- Wielki czlowiek do malych interesów (1997), polský televizní film, režie Wojciech Nowak.
- Pan Benet (1998), polský televizní film, režie Andrzej Lapicki.
- Zemsta (2002), polský film, režie Andrzej Wajda.
- Dozywocie (2002), polský televizní film, režie Wojciech Pszoniak.
- Sluby panienskie (2010), polský film, režie Filip Bajon.
- Nikt mnie nie zna (2013), polský televizní film, režie Jan Englert.
- Zrzednosc i przekora (2013), polský televizní film, režie Mikolaj Grabowski.
- Damy i Huzary (2015), polský televizní film, režie Krystyna Jandová.
- Mąż i żona (2016), polský televizní film, režie Jan Englert.
- Sluby panienskie (2017), polský televizní film, režie Jan Englert.
- Pan Jowialski (2018), polský televizní film, režie Artur Zmijewski.
- Zemsta (2020), polský televizní film, režie Redbad Klynstra.

## Česká vydání
- Dámy a husaři, Praha: Jaroslav Pospíšil 1851, přeložil František Pravoslav Volák, znovu 1864.
- Pan Čapek, aneb, Což pak mne nikdo nezná?, Praha: Jaroslav Pospíšil 1852, přeložil František Ladislav Rieger, znovu 1865.
- Dvě jizvy, Praha: František Šimáček 1891, přeložil František Kvapil
- Svíčka zhasla, Praha: Zora 1926, přeložil Jakub Rydvan.
- Panenské sliby, aneb, Magnetismus srdce, Praha: ČLDJ 1954, přeložili Mojmíra Janišová a Ota Ornest, znovu Praha: Orbis 1955 a Dilia 1959.
- Pan Geldhab, Praha: ČLDJ 1954, přeložil Jaroslav Langer.
- Muž a žena, Praha: ČLDJ 1954, přeložili Mojmíra Janišová a Ota Ornest, znovu 1956 a Praha: Orbis 1960.
- Lita & comp., Praha: ČLDJ 1954, přeložil Jaroslav Langer.
- Velký člověk pro malé záležitosti, Praha: ČLDJ 1956, přeložil Jaroslav Langer.
- Pomsta, Praha: ČLDJ 1956, přeložili Danuta Knížetová a Jaroslav Kníže
- Nikdo mě nezná, Praha: ČDLJ 1957, přeložil Erich Sojka.
- Dámy a husaři, Praha: Dilia 1959, přeložil Milan Rusínský.
- Doživotní renta, Praha: Dilia 1964, přeložila Hana Jechová.
- Pomsta; Pan Geldhab Praha: Odeon 1966, přeložili Erich Sojka a Jaroslav Langer.
- Muž a žena, Praha: Dilia 1976, přeložil Jaroslav Simonides.
- Všechno naruby, Praha: Dilia 1977, přeložil Jan Havlásek.
- Dámy a husaři, Praha: Dilia 1977, přeložila Mojmíra Janišová.